# Saint-Maixent
Saint-Maixent é uma comuna francesa na região administrativa do País do Loire, no departamento de Sarthe. Estende-se por uma área de 22.48 km². Em 2010 a comuna tinha 770 habitantes (densidade: 34,3 hab./km²).